# Stinson Reliant
Die Stinson Reliant war ein einmotoriges Flugzeug der US-amerikanischen Firma Stinson Aircraft in Hochdecker-Auslegung. Es war mit vier oder fünf Sitzen ausgerüstet.
Zwischen 1933 und 1941 wurden insgesamt 1327 Flugzeuge dieses Typs in verschiedenen Ausführungen gebaut. Das letzte Modell, die Stinson Reliant SR-10, wurde ab 1938 hergestellt.

## Einsatzgeschichte
Die SR-10 wurde im Zweiten Weltkrieg von der U.S. Army als leichtes Transportflugzeug (UC-81, R3Q), Verbindungsflugzeug (L-12) und als Schulflugzeug (AT-19)  eingesetzt. Darüber hinaus wurde sie auch bei der britischen Fleet Air Arm und Royal Air Force als leichtes Verbindungs- und Transportflugzeug verwendet. Nach dem Krieg kamen die Flugzeuge unter der Bezeichnung Vultee V-77 auf den zivilen Markt.

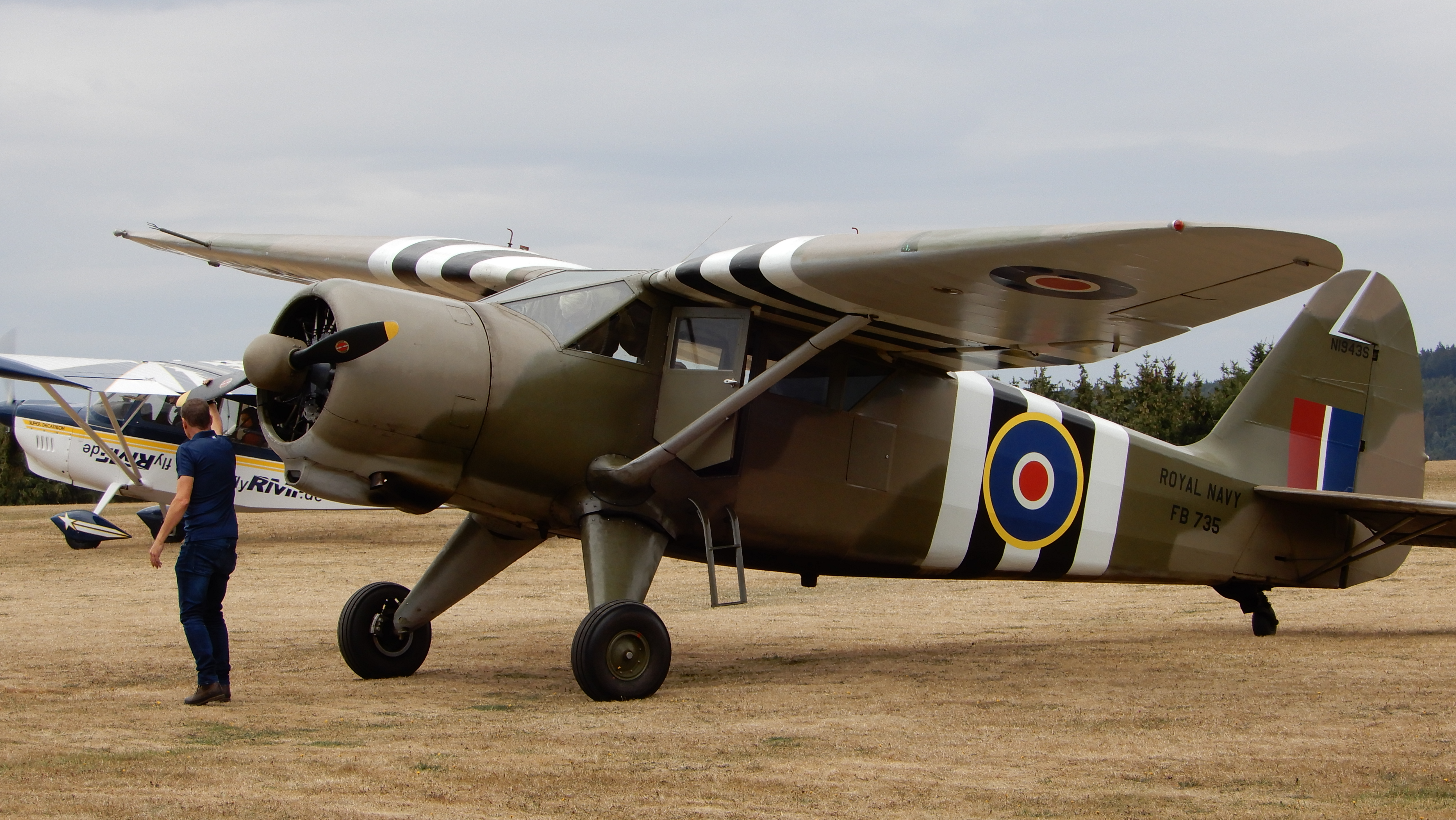
Stinson AT-19 Reliant (2018)

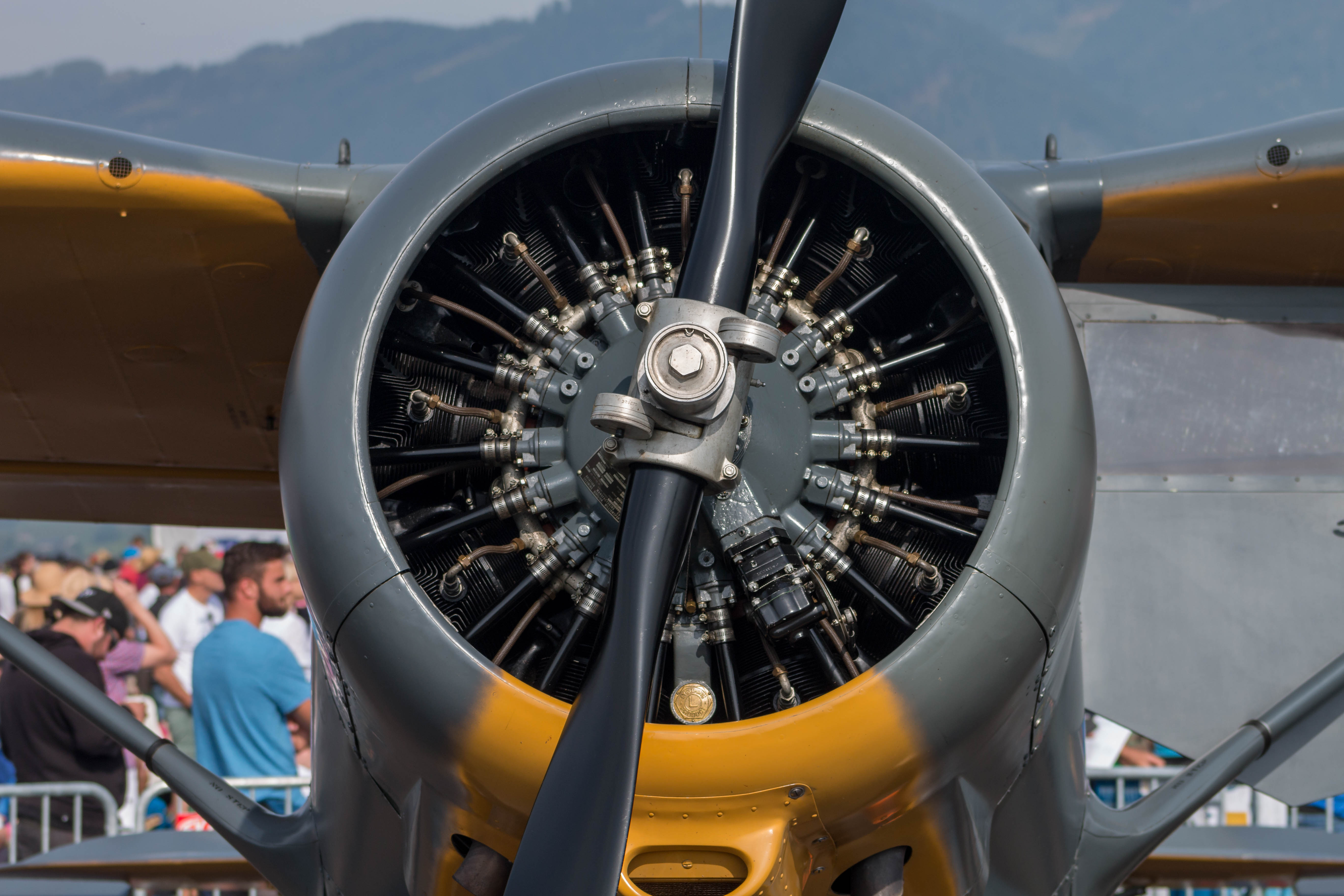
Propeller einer Stinson Reliant V-77

## Betreiber

### Militärischer Einsatz
Philippinen
- Philippine Army Air Corps

 Vereinigtes Königreich
- Royal Air Force
- Fleet Air Arm

 Vereinigte Staaten
- United States Army Air Corps
- United States Marine Corps
- United States Navy

### Ziviler Einsatz
El Salvador
- Grupo TACA

## Technische Daten (SR-10)

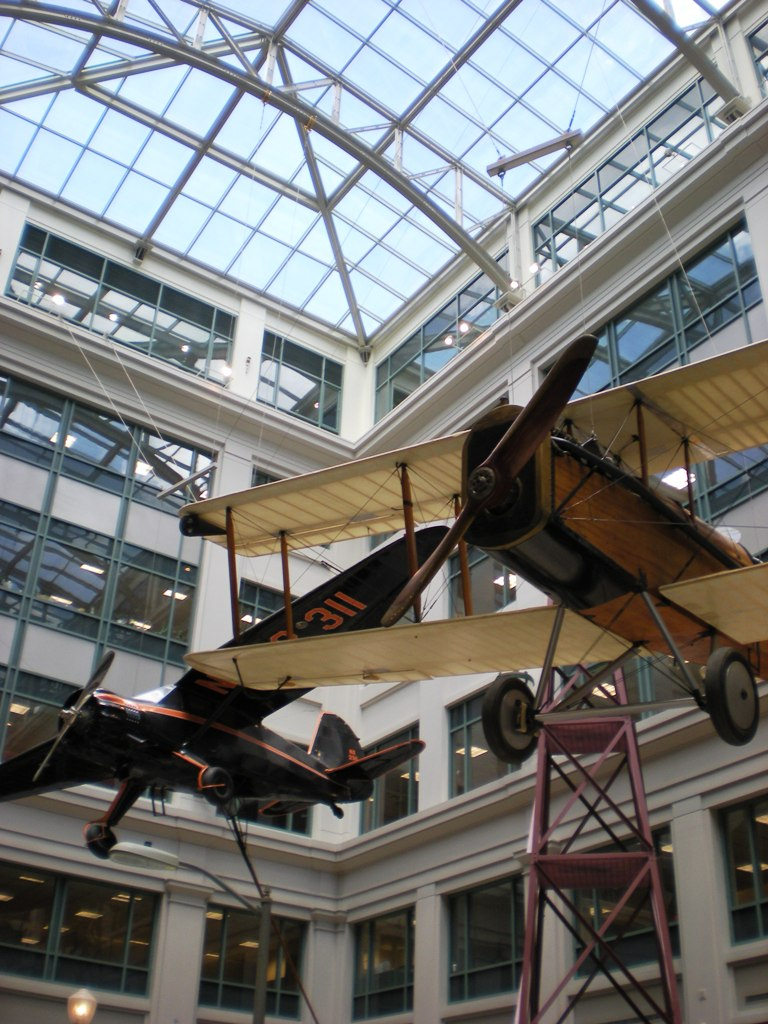
Eine Stinson Reliant SR-10 (schwarz) und eine De Havilland DH-4B (Holz) von der Decke hängend im National Postal Museum

| Kenngröße             | Daten |
| --------------------- | --- |
| Besatzung             | 1 |
| Passagiere            | 3–4 |
| Länge                 | 8,4 m |
| Spannweite            | 12,76 m |
| Höhe                  | 2,61 m |
| Flügelfläche          | |
| Flügelstreckung       | |
| Nutzlast              | 611 kg |
| Leermasse             | 1150 kg |
| max. Startmasse       | |
| Reisegeschwindigkeit  | 244 km/h |
| Höchstgeschwindigkeit | |
| Dienstgipfelhöhe      | 3871 m |
| Reichweite            | 1046 km |
| Triebwerke            | 1 × Lycoming R-680, 245 PS oder 1 × Guiberson_A-1020, 325 PS oder 1 × Wright R-760, 350 PS oder 1 × Pratt & Whitney R-985, 450 PS |